# Reed Creek
Reed Creek és una concentració de població designada pel cens dels Estats Units a l'estat de Geòrgia. Segons el cens del 2000 tenia 2.148 habitants.

## Demografia
Segons el cens del 2000, Reed Creek tenia 2.148 habitants, 965 habitatges, i 711 famílies. La densitat de població era de 35,5 habitants/km².
Dels 965 habitatges en un 19,6% hi vivien nens de menys de 18 anys, en un 66,2% hi vivien parelles casades, en un 4,9% dones solteres, i en un 26,3% no eren unitats familiars. En el 23,2% dels habitatges hi vivien persones soles l'11,8% de les quals corresponia a persones de 65 anys o més que vivien soles. El nombre mitjà de persones vivint en cada habitatge era de 2,23 i el nombre mitjà de persones que vivien en cada família era de 2,59.
Per edats la població es repartia de la següent manera: un 16,9% tenia menys de 18 anys, un 4,7% entre 18 i 24, un 22% entre 25 i 44, un 30,3% de 45 a 60 i un 26,2% 65 anys o més.
L'edat mediana era de 50 anys. Per cada 100 dones de 18 o més anys hi havia 99 homes.
La renda mediana per habitatge era de 41.125 $ i la renda mediana per família de 47.321 $. Els homes tenien una renda mediana de 29.141 $ mentre que les dones 19.815 $. La renda per capita de la població era de 23.640 $. Entorn del 7,4% de les famílies i el 12,3% de la població estaven per davall del llindar de pobresa.

## Poblacions més properes
El següent diagrama mostra les poblacions més properes.